# Kazuki Sorimachi
Kazuki Sorimachi (反町 一輝 Sorimachi Kazuki?), född 11 augusti 1987 i Gunma prefektur, är en japansk före detta fotbollsspelare.
Sorimachi började sin karriär 2005 i Thespa Kusatsu. Efter Thespa Kusatsu spelade han för Tonan Maebashi. Han avslutade karriären 2010.